# Dorsum Niggli
Il Dorsum Niggli è una catena di creste lunari intitolata al cristallografo svizzero Paul Niggli nel 1976. Si trova nell'Oceanus Procellarum e ha una lunghezza di circa 50 km.